# Kirk O’Bee

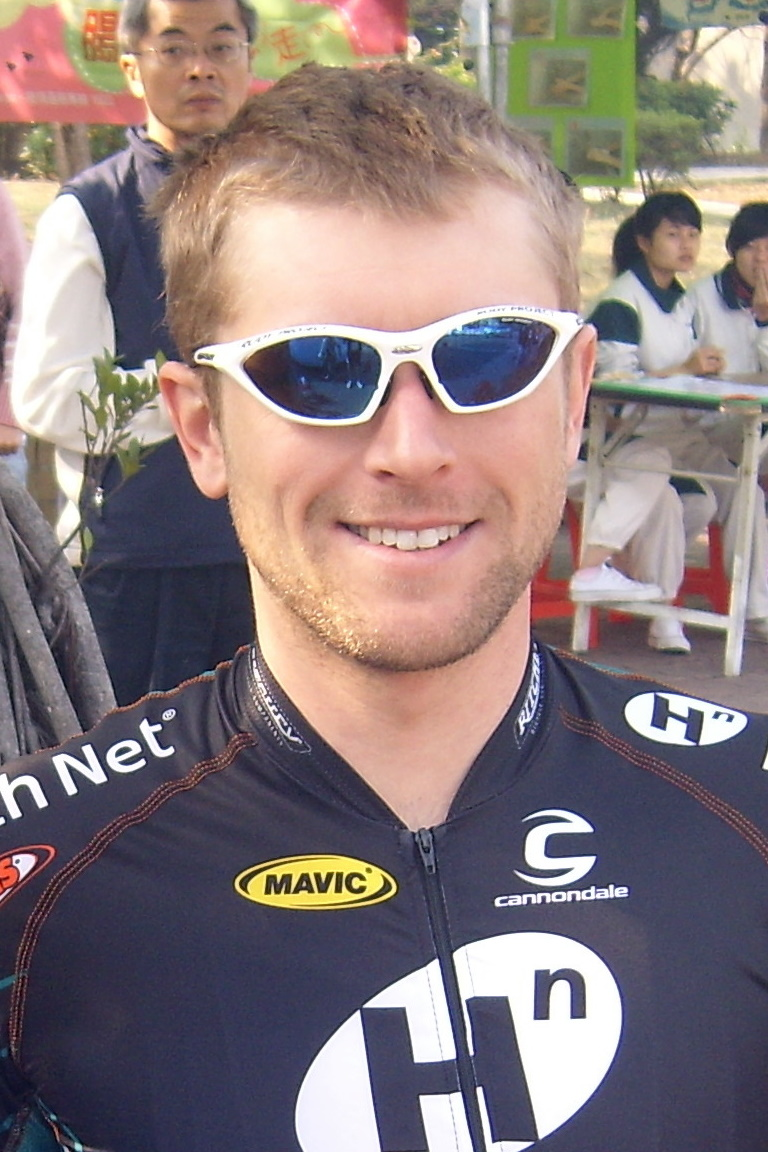
Kirk O’Bee bei der Tour de Taiwan 2007

Kirk O’Bee (* 9. April 1977 in Ada Township, Michigan) ist ein US-amerikanischer Radrennfahrer.
1997 gewann er den nationalen Meistertitel in der Mannschaftsverfolgung. Kirk O’Bee begann seine Profikarriere 1999 bei dem belgischen Radsportteam Mapei-Quick Step. Nach einem Jahr bei US Postal Service wechselte er 2001 zu Navigators Insurance. In seinem erfolgreichsten Jahr 2002 konnte er den Grand Prix de Rennes und den Grand Prix Pino Cerami gewinnen. 2005 wurde er Zweiter bei der Ronde van Drenthe und Fünfter beim USPRO Championship. Seit 2006 fährt O’Bee für das US-amerikanische Professional Continental Team Health Net-Maxxis, mit denen er die Tour de Taiwan für sich entscheiden konnte.
Kirk O'Bee wurde 2001 für ein Jahr wegen Dopings mit Testosteron gesperrt. Im Oktober 2010 folgte eine lebenslange Sperre durch die United States Anti-Doping Agency (USADA), nachdem O'Bee 2009 positiv auf EPO und auf Wachstumshormone getestet worden war. Seine sämtlichen Resultate seit Oktober 2005 wurden annulliert.

## Erfolge
2002
- Grand Prix de Rennes
- Grand Prix Pino Cerami

2006
- Gesamtwertung Tour de Taiwan (annulliert)

2008
- eine Etappe Tour of Southland (annulliert)

## Teams
- 2009 Bissell Pro Cycling (bis 31.07.)
- 2008 Health Net-Maxxis
- 2007 Health Net-Maxxis
- 2006 Health Net-Maxxis
- 2005 Navigators Insurance
- 2004 Navigators Insurance
- 2003 Navigators Insurance
- 2002 Navigators Insurance
- 2001 Navigators Insurance
- 2000 U.S. Postal Service
- 1999 Mapei-Quick Step